# سباستيان إنغروسو
سباستيان كارمن إنغروسو (بالإيطالية: Sebastian Carmine Ingrosso)‏ وهو دي جي وموسيقي ومنتج سويدي ولد في يوم 21 أبريل 1983 في مدينة ستوكهولم عاصمة السويد وهو عضو في فرقة سويدش هاوس مافيا مع أصدقائه أكسويل وستيف أنجلو.

## روابط خارجية
- سباستيان إنغروسو على موقع IMDb (الإنجليزية)
- سباستيان إنغروسو على موقع ميوزك برينز (الإنجليزية)
- سباستيان إنغروسو على موقع رولينغ ستون (الإنجليزية)
- سباستيان إنغروسو على موقع أول ميوزيك (الإنجليزية)
- سباستيان إنغروسو على موقع ديسكوغز (الإنجليزية)
- سباستيان إنغروسو على موقع قاعدة بيانات الفيلم (الإنجليزية)